# サラヤ
サラヤ株式会社（英: Saraya Co., Ltd.）は、大阪府大阪市東住吉区湯里に本社を置く、消毒剤や洗浄剤、医薬品、食品を製造する化学・日用品メーカーである。1952年創業。
コーポレート・スローガンは「いのちをつなぐSARAYA」。

## 概要
創業者の更家章太が1952年、大阪にてパールパーム石鹸液と押出・押上式石鹸液点滴容器を開発・発売したのが始まり。全国各地の学校・企業などで、手洗い運動の励行ならびに教育を目的として納入される。その後1966年にはコロロ自動うがい器ならびにうがい薬液を開発する。
1979年には従来業務用で使用されていたヤシ油を原料とする洗剤に改良を重ね、一般消費者用に、人体と環境に配慮した「ヤシノミ洗剤」を開発する。これが同社の代表的製品となり、その後も1984年には低カロリー甘味料「トーカット」（のちにこの製品は羅漢果より生産されるカロリーゼロの自然派甘味料「ラカント」へと移行する）を発売し、ダイエット甘味料市場にも参入している。
シャボン玉石けん（福岡県）やミヨシ石鹸（東京都）などと同様、自然派を謳うメーカーであり、花王、ライオン、P&Gといった大手化学・日用品メーカーが寡占状態を占める業界において、市場を開拓し続けている。
能力でも大手化学製品メーカーに劣らない商品開発を行っていることである。この為ジョイフル本田など大手量販店でも多く取り扱われている。
現社長の更家悠介(本名：更家史朗)は、経済界の維新支援団体「経済人・大阪維新の会」 の会長を務めている。

## 沿革
- 1952年 - 公定書外医薬品「パールパーム石けん液」を開発。
- 1971年 - ヤシノミ®洗剤を発売。
- 1979年 - ハンドサニターSを発売。
- 1984年 - 低カロリー天然甘味料「トーカット」を発売。
- 1989年 - 食品衛生インストラクター制度発足。
- 1990年 - 速乾性手指消毒剤「ヒビスコール液」の発売。
- 1995年 - 厚生省許可特別用途食品カロリーゼロの自然派甘味料「ラカント」を発売。
- 1999年 - ISO9002 認証を取得。
- 2001年 - 「アセサイド6％消毒液」、「アラウ.」シリーズ発売。
- 2007年 - 緑の回廊プロジェクト開始。「汚物の処理ツールBOX」発売
- 2008年 - ISO22000認証を取得。
- 2009年 - 感染症対策のバイブル発刊。
- 2010年 - 持続可能なパーム油を活用したハッピーエレファント開発。
- 2014年 - ノータッチ式石けんディスペンサー「G-line」発売。
- 2017年 - オーラルケアステーション本町歯科開院。
- 2018年 - サラヤチャイルドステーション開所。

## 主な商品
- ヤシノミシリーズ
- ウィル・ステラ（速乾性テ指消毒剤）
- シャボネット（薬用石鹸）
- ウォシュボン
- arau.（無添加石鹸シリーズ）
- ラカントS（甘味料）
  - ラカンカのエキスとトウモロコシの天然甘味成分エリスリトールの2つの天然素材から作られた自然派甘味料。2003年には顆粒ではなく液状の「ラカントS液状」（現在はラカントSシロップ）を発売した[2]。
- コロロ（うがい薬。当初は医薬品だったが、現在は医薬部外品。味覚糖の同名グミキャンディとは無関係。）
- ハッピーエレファント（天然洗浄成分配合洗剤）

など

## 海外拠点
海外拠点を以下に示す。

### 北米
アメリカ
カリフォルニア州ネバダシティ
ケンタッキー州ウォルトン (ケンタッキー州)
カナダ
ブリティッシュコロンビア州バンクーバー

### アジア・オセアニア
オーストラリア
ニューサウスウェールズ州カリンバー
中華人民共和国
上海
広東省東莞市
など

### ヨーロッパ
ベルギー
ブリュッセル
ロシア
モスクワ

### アフリカ
ウガンダ
カンパラ - 2011年5月開設
水道の普及が遅れ、病院ですら満足に水が使えず治療の際に感染症リスクが高かったウガンダ への援助として消毒液を提供した。この結果、感染症は「激減」した。水道を完備するには大変な金額が必要であり、現実的なコストで水を普及させるには運搬の必要性があった。しかし水を運ぶよりも、水と同量の消毒液を運んだほうが殺菌効果の点で明らかに有利であり、さらに日本から運搬するよりも現地で生産することを選択し現地法人を設立した。

## スポンサー番組

### 現在
ラジオ
- LOVE FLAP（FM-OSAKA）内のサラヤ ECO FLAP・毎週木曜
- On-air with TACTY IN THE MORNING（FM802）内のサラヤ CHEERS FOR NATURE・毎週水曜
- HIRO T'S AMUSIC MORNING（FM COCOLO）内のサラヤ Be Natural!・毎週月曜
- 星野源のオールナイトニッポン（ニッポン放送）・25時台後半枠ローカルスポットCM
  - ニッポン放送では土曜12:00時報CMも出稿
- MAKE MY DAY（J-WAVE）内のSARAYA ENJOY! NATURAL STYLE - 毎週日曜
- 真夜中のカルチャーBOY（朝日放送ラジオ） - 単独提供、毎週土曜未明（金曜深夜）
- サラヤ渋谷支社ソーシャルデザイン局（渋谷のラジオ） - 毎週水曜
- CHEERING!North Land!～北海道FUN～（FM NORTHWAVE） - 毎週木曜
- 新里カオリのうららかのたね（RCCラジオ） - 毎週日曜

テレビ
- てんのうじどうぶつえんZOOっとテレビ(J:COM)　- 毎週日曜と月曜

### 過去
テレビ
- 2時のワイドショー（よみうりテレビ）
- スター爆笑Q&A（よみうりテレビ）※いつからかは不明だが、80年代半ばにはスポンサーとして名を連ねていた
- ダウンタウンDX（よみうりテレビ）※番組開始当時の1993年10月から1994年頃まで。
- 水曜ロードショー（TBS）※末期の1993年頃。
- 月曜ドラマスペシャル→月曜ミステリー劇場（TBS）※1994年から2003年までスポンサーとして名を連ねていた
- 近藤正臣の味覚人情報（毎日放送）
- ザ・スーパーサンデー（テレビ朝日） ほか

ラジオ
- WONDER VISION（J-WAVE）内のサラヤENJOY! NATURAL STYLE・毎週日曜
- よなよな…（朝日放送ラジオ） - 毎週木曜「なにわ筋カルチャーBOYS」

## テレビ番組
- 日経スペシャル カンブリア宮殿 新型コロナでフル稼働 "消毒"で世界を救え！ ヤシノミ洗剤の会社が大活躍の秘密（2020年10月22日、テレビ東京）- サラヤ社長 更家悠介出演[8]。

## 書籍

### 関連書籍
- 『世界で一番小さな象が教えてくれたこと エコロジーの時代に「清流の経営」で生きる日本企業』（著者:更家悠介）（2010年10月28日、東洋経済新報社）ISBN 9784492502129
- 『これからのビジネスは「きれいごと」の実践でうまくいく 環境ブランドで日本一になったサラヤの経営』（著者:更家悠介）（2016年9月1日、東洋経済新報社）ISBN 9784492502839
- 『情熱のアフリカ大陸 サラヤ「消毒剤普及プロジェクト」の全記録』（著者:田島隆雄）（2020年6月28日、幻冬舎）ISBN 9784344923355
- 『地球市民宣言 ビジネスで世界を変える』（著者:更家悠介）（2022年5月26日、日経BP社）ISBN 9784296112210
- 『プラスチック「革命」(2) 使い捨てない未来へ』（著者:更家悠介）（2022年6月3日、日経BP社）ISBN 9784296111862

## エピソード
- 2008年に自民党無駄撲滅プロジェクトチームが、官公庁舎に設置されたコロロ自動うがい器を「税金の無駄遣い」だとして廃止を要求したため、財務省は他に先駆けて2009年1月からうがい薬の購入を中止した[9]。薬がないと水も出ない仕組みのため放置されていたが、2009年新型インフルエンザの大流行を受けて検討し直したところ、改修すれば水だけで使用できることが判明したため、8月末に使用が再開された[9]。